# Wikipédia en tatar
Wikipédia en tatar (en tatar : Татар Википедиясе) est l’édition de Wikipédia en tatar, langue kiptchak parlée principalement en Russie et notamment au Tatarstan. L'édition est lancée en 15 septembre 2003. Son code est : tt.
Au 20 mars 2025, l'édition en tatar contient 502 537 articles et compte 54 856 contributeurs, dont 92 contributeurs actifs et 6 administrateurs.

## Présentation
La Wikipédia en tatare est similaire à la Wikipédia en serbo-croate dans la mesure où, comme cette dernière, on peut écrire à la fois en cyrillique et en latin. Le projet est né à l'origine dans l'alphabet latin et a ensuite coexisté dans les deux alphabets, les doublons étant reliés par des modèles. Aujourd'hui, les articles en alphabet latin représentent une part mineure du nombre total d'articles et l'interface est en cyrillique. Du 2 décembre 2012 au 12 août 2013, le moratoire sur les entrées en alphabet latin a été introduit (supprimé sous réserve de l'application de l'alphabet turc commun approuvé pour la translittération dans la loi sur l'utilisation de la langue tatare dans la République du Tatarstan du 24 décembre 2012). Un consensus a été atteint sur l'utilisation d'un système de catégorie unique en cyrillique. Certains articles restent encore en écriture latinisée. 

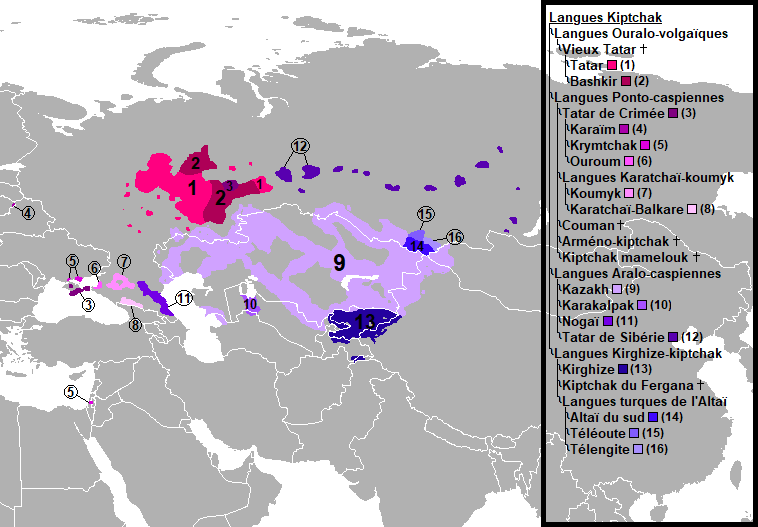
Aire de diffusion du tatar au sein des langues kiptchak.
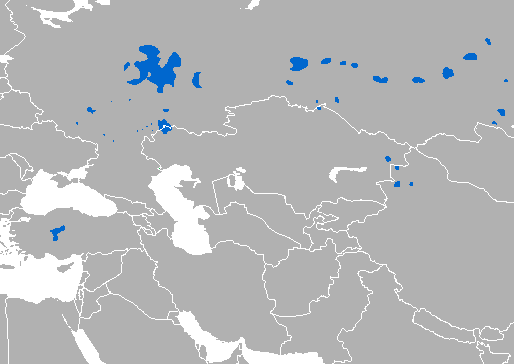
Aire de diffusion du tatar.

## Statistiques
- Le 9 février 2015, l'édition en tatar compte 66 173 articles et 16 582 utilisateurs enregistrés[2], ce qui en fait la 62e[3] édition linguistique de Wikipédia par le nombre d'articles et la 103e[4] par le nombre d'utilisateurs enregistrés, parmi les 287 éditions linguistiques actives.
- Le 4 novembre 2022, elle contient 435 703 articles et compte 44 062 contributeurs, dont 97 contributeurs actifs et 5 administrateurs.
- Le 8 septembre 2024, elle contient 501 901 articles et compte 52 765 contributeurs, dont 87 contributeurs actifs et 6 administrateurs.